# Lars Monsen

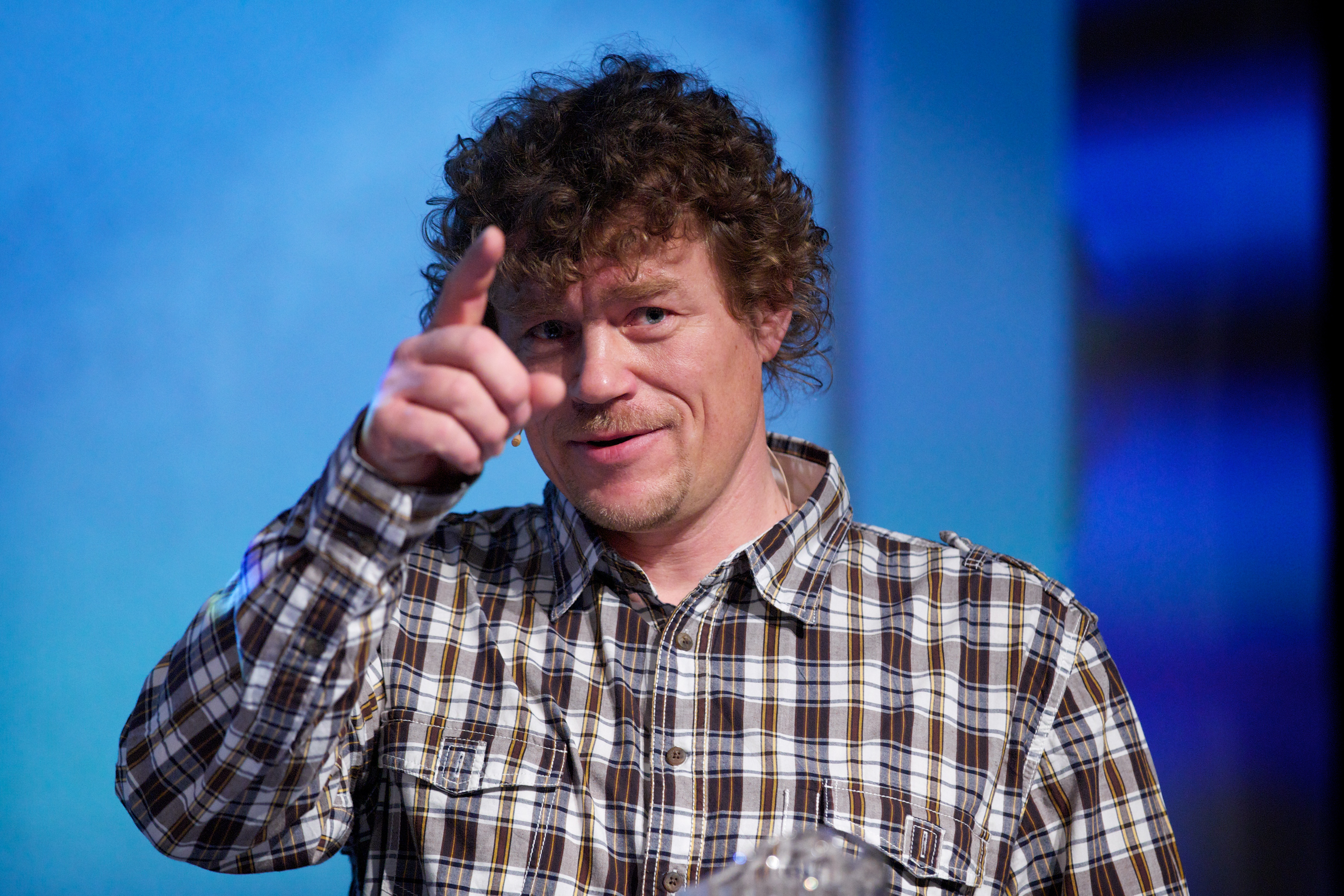
Lars Monsen

Lars Thorbjørn Monsen, född 21 april 1963  i Oslo, är en norsk-samisk  äventyrare och författare. Han är utbildad lärare.

## Expeditioner
Lars Monsen har bland annat genomfört följande expeditioner:
- Till fots över Kanada (2 år och 7 månader, 8252 km)
- Till fots över Alaska (10 månader, 3000 km)
- Till fots över Norge (1 år, 3000 km)
- Till fots över Kodiak Island, Alaska
- Till fots över Admiralty Island, Alaska
- Med kanot genom Katmai nationalpark, Alaska, två gånger
- 900 km till fots genom Finland, Sverige och Norge
- 90 dagar till fots i Børgefjell nationalpark
- Tre 1-månaders turer: Finnmark fylke, Femundsmarka och Saltfjellet, 2004 (TV-serie på NRK1)
- 365 dagar på Nordkalotten (Norge, Sverige och Finland) september 2006 - september 2007 (TV-serie på NRK1)

## TV-program
- Lars Monsen på villovägar